# Weise & Co.
Weise & Co. war ein deutscher Hersteller von Kraftfahrzeugen.

## Beschreibung
Das Unternehmen hatte seinen Sitz zunächst an der Greifswalder Straße 140/41 in Berlin NO und später an der Hobrechtstraße 66 in Berlin-Neukölln. Es stellte dreirädrige Kraftfahrzeuge her, die als Weise vermarktet wurden. Die Existenz ist für die Jahre von 1925 bis 1939 überliefert.
Genannt werden die Modelle Weise-Express von 1925 bis 1928, Weise-Mobil von 1930 bis 1935 und Weise-Lieferwagen bzw. K-Modell von 1933 bis 1937. Alle hatten das einzelne Rad vorne. Darüber war ein Einzylinder-Zweitaktmotor von Rinne montiert. Er leistete 5 bis 7 PS aus 196 cm³ Hubraum. Die Motorleistung wurde über eine Kette an das Vorderrad übertragen. Die Fahrzeuge waren zwischen 280 cm und 325 cm lang, 155 cm breit und 160 cm hoch, wobei die Höhe natürlich vom Aufbau abhängig war. Das Leergewicht war mit etwa 300 kg angegeben. Zur Wahl standen Kastenwagen, Pritschenwagen, offener Zweisitzer, offener Viersitzer und zweitürige Limousine. Im Laufe der Zeit wurde die Karosserie verfeinert. So kamen nach und nach Motorhaube und geschlossenes Fahrerhaus.
Eine Quelle nennt die folgenden Einzylindermotoren: von Rinne mit 197 cm³ Hubraum und 5 PS, von Ilo vier verschiedene mit 197 cm³ Hubraum und 5,5 PS, mit 246 cm³ Hubraum und 7 PS, mit 346 cm³ Hubraum und 7,5 PS sowie mit 395 cm³ Hubraum und 12 PS Leistung.

## Stückzahlen
Laut einer Quelle sind 65 Fahrzeuge für 1935 überliefert. Im Folgejahr waren es 67 und danach 76.
Eine andere Quelle nennt für jedes Jahr den vergebenen Bereich der Fahrgestellnummern. Daraus lassen sich die folgenden Stückzahlen für die Jahre von 1932 bis 1939 ableiten: 62, 51, 66, 58, 74, 80, 81 und 80.
Zwei Fahrzeuge sollen noch existieren.